# Pollak
Pollak je priimek v Sloveniji in tujini. Po podatkih Statističnega urada Republike Slovenije je na dan 1. januarja 2010 v Slovenjiji uporabljalo ta priimek 53 oseb.

## Znani slovenski nosilci priimka
- Alfred Pollak (1939—2017), kemik
- Alojzij Pollak (1911—1940), teolog, škofijski tajnik in kaplan
- Andra Pollak (*1958), pravnica, vrhovna sodnica v Kanadi
- Andrej Pollak (*1983), duhovnik, frančiškan
- Anica Pollak Premrov (1917—2008), šolnica (ravnateljica Mladike), jahalka
- Bojan Pollak - Bojč (*1943), alpinist, gorski vodnik
- Darja Mrevlje Pollak (1947—2008), arhitektka
- Ferdinand Pollak, trgovec, častni meščan Kranja 1921
- Franc Pollak, igralec, urednik
- Irma Pollak (Marija Fabiani) (1875—1931), operna pevka
- Jakob in Valentin Pollak, strojarja
- Jožef Engelbert Pollak (1874—1940), župnik, frančiškan; izseljenski duhovnik v ZDA in na avstrijskem Koroškem (umrl v nemškem taborišču Oranienburg)
- Karel Pollak (1853—1937), podjetnik in industrialec
- Karl Pollak (1878—1940), tovarnar
- Karel Pollak, arhitekt, urbanist
- Katja Delak (r. Pollak) (1914—1991)
- Senja Pollak, digitalna informatičarka (IJS)
- Ula Talija Pollak, dramatruginja

## Znani tuji nosilci priimka
- Cheryl Pollak (*1967), ameriška igralka
- Grimm Pollak (*1951), vzhodnonemška atletinja
- Kevin Pollak (*1957), ameriški igralec
- Otto Pollak (1908—1998), ameriški sociolog
- Tracy Pollak (*1960), ameriška igralka